# Hayley Westenra
Hayley Dee Westenra (Christchurch, 10 april 1987) is een sopraan uit Nieuw-Zeeland. Westenra's vader is Nederlands, haar moeder Iers.
In 2003 bracht Westenra haar eerste internationale muziekalbum uit. Pure noteerde in het Verenigd Koninkrijk de eerste plaats in de hitlijst voor klassieke muziek. Toch staan er op deze cd ook popnummers. In 2006 nam Westenra het duet There's a sparkle in your eyes op met de Vlaamse zanger Helmut Lotti voor diens album The Crooners.
Westenra had zich aangesloten bij de Ierse groep Celtic Woman en gaf in 2007 met deze groep een tournee over de wereld. Ze zong ook op het album Music of the Spheres van Mike Oldfield.
Samen met Andrea Bocelli bracht ze een versie van het bekende Vivo per lei. Het was de zesde taalversie van dit lied, uiteraard in het Engels-Italiaans.
Hayley Westenra wordt soms vergeleken met Charlotte Church.
Westenra heeft nummers gezongen in diverse talen, zoals Engels, Iers, Spaans, Italiaans, Duits, Frans, Portugees, Latijn, Japans, Mandarijn, en het Catalaans.

## Discografie

### Internationale studioalbums
- Pure (2003)
- Odyssey (2005)
- Treasure (2007)
- Winter Magic (2009)
- Paradiso (2011)
- Hushabye (2013)

### Regionale studioalbums
- Walking in the Air (2000)[3]
- Hayley Westenra (2001)
- My Gift to You (2001)
- Hayley Sings Japanese Songs (2008)
- Hayley Sings Japanese Songs 2 (2009)
- World in Union (2011)
- Hayley Westenra- The Best (2014)

### Compilaties
- River of Dreams: The Very Best of Hayley Westenra (2008)
- The Best of Pure Voice (2010)
- The Best of Hayley Sings Japanese Songs (2012)